# Dadikh
Dadikh (tiếng Ả Rập: داديخ) là một ngôi làng Syria nằm ở Saraqib Nahiyah ở huyện Idlib, Idlib. Theo Cục Thống kê Trung ương Syria (CBS), Dadikh có dân số 2674 trong cuộc điều tra dân số năm 2004.